# والاحضرت (فیلم)
والاحضرت فیلمی است محصول آمریکا با ژانر فانتزی و کمدی. کارگردان این فیلم دیوید گوردون گرین و بازیگران آن دنی مک براید، جیمز فرانکو، زویی دشانل، ناتالی پورتمن، جاستین تروکس، مایکل کلارک دانکن، دامیان لوییس، توبی جونز، چارلز دنس، راسموس هاردیکر می باشند. تصویربرداری این فیلم در تابستان ۲۰۰۹ در ایرلند شمالی آغاز شد.